# Rasha al-Harazi
Rasha Abdullah al-Harazi (em árabe: رشا عبد الله الحرازي; outubro de 1996 - 9 de novembro de 2021) foi uma jornalista e fotógrafa iemenita. 

## Infância e educação
Rasha nasceu em 1996 na província de Hudeidah. Ela estudou TV e rádio na Universidade Hudeidah. Após a formatura, trabalhou para os canais de notícias dos Emirados Al-Ain e Al-Sharq. 

## Assassinato
Rasha foi morta em 9 de novembro de 2021, na cidade de Aden, pela explosão de um dispositivo plantado no carro que transportava ela e seu marido.    Rasha estava grávida quando foi assassinada.    Antes de sua morte, ela recebeu várias ameaças por causa de seu trabalho como jornalista.  Nenhum grupo reivindicou a responsabilidade do assassinato, mas seu marido suspeita que as forças Houthis estivessem por trás da explosão. 